# 漢普頓嶺
漢普頓嶺（英語：Hampton Ridge）是南極洲的山嶺，位於沙克爾頓海岸，屬於亞歷山德拉皇后山脈的一部分，全長20公里，流經蒙哥馬利冰川和麥克拉爾冰川。
83°52′S 167°2′E / 83.867°S 167.033°E